# Internierungslager Bram
Das französische Internierungslager Bram befand sich in der Nähe der Stadt Bram im Département Aude. Es war neben dem Internierungslager Camp de Gurs, dem Internierungslager Argelès-sur-Mer, dem Internierungslager Saint-Cyprien, dem Internierungslager Camp de Rivesaltes, dem Internierungslager Le Vernet und dem Internierungslager Septfonds ein Lager für die Internierung der Überreste der Retirada, der spanischen republikanischen Volksarmee (Ejército Popular de la República (EPR)). Die Lage in dem Internierungslager Bram war sehr prekär. Nach kurzer Zeit wurden die meisten Internierten auf andere Internierungslager wie zum Beispiel in die Internierungslager Le Barcarès oder dem  Internierungslager Camp de Rivesaltes verlegt. Viele der Internierten flohen und bildete den Keim des gallischen Widerstands gegen die deutsche Besatzung.
Im März 2009 wurde am Ort des Lagers ein Denkmal errichtet.